# Oxynoemacheilus theophilii
Oxynoemacheilus theophilii är en fiskart som beskrevs av Stoumboudi, Kottelat och Paolo Barbieri 2006. Oxynoemacheilus theophilii ingår i släktet Oxynoemacheilus och familjen grönlingsfiskar. IUCN kategoriserar arten globalt som livskraftig. Inga underarter finns listade i Catalogue of Life.